# Joseph Théodore Clerc
Pour les articles homonymes, voir Clerc.
 (décembre 2006).
Améliorez-le ou discutez des points à vérifier. 
 (novembre 2023).
Si vous disposez d'ouvrages ou d'articles de référence ou si vous connaissez des sites web de qualité traitant du thème abordé ici, merci de compléter l'article en donnant les références utiles à sa vérifiabilité et en les liant à la section « Notes et références ».
Joseph-Théodore Clerc fut un colonel français qui servit sous la Révolution et l'Empire. Il est né le 17 septembre 1758  à Lyon et est mort le 16 février 1826. Il fut grand officier de la Légion d'honneur, chevalier de Saint-Louis et de la Couronne de fer.

## Biographie
Parti comme simple soldat en 1790, au 10e régiment de chasseurs à cheval, il obtint les grades de fourrier en 1793 et de maréchal-des-logis-chef en 1794. Il conquit l'épaulette de sous-lieutenant sur le champ de bataille en 1797.
Le vicomte Clerc a fait les campagnes du Rhin et d'Italie avec une rare bravoure.
Blessé en 1793, il avait eu le corps traversé d'un coup de feu et la main frappée d'un coup de sabre à l'affaire de la Reult, en 1794. La même année, une nouvelle blessure l'atteignit, et en 1795, un coup de sabre faillit le tuer.
Le maréchal-des-logis-chef Clerc fit partie, en 1798, d'un peloton qui, sous les yeux du général Desaix, enleva la grand'garde du régiment de Wurmser (hussards), et fit prisonniers 200 hommes d'infanterie. Ainsi, avant d'être nommé sous-lieutenant, il avait brillamment servi pendant six campagnes et reçu quatre blessures.
Le vicomte Clerc servit dans toutes les autres campagnes de la République et de l'Empire. Il fit dix-neuf campagnes de guerre aux armées du Rhin, d'Italie, des côtes de l'Océan, d'Ulm, d'Austerlitz, de Prusse, de Pologne, d'Espagne, d'Autriche, de Russie, de Saxe et de France.

## États de service
- 25 septembre 1793 : général de brigade (promotion qu'il refusa)
- 18 juillet 1796 : Chef de brigade à la 46e demi-brigade d'infanterie de ligne

## Source partielle
« Joseph Théodore Clerc », dans Charles Mullié, Biographie des célébrités militaires des armées de terre et de mer de 1789 à 1850, 1852 [détail de l’édition]